# Phytoseius vaginatus
Phytoseius vaginatus är en spindeldjursart som beskrevs av Wu 1983. Phytoseius vaginatus ingår i släktet Phytoseius och familjen Phytoseiidae. Inga underarter finns listade i Catalogue of Life.